# Фратьо Фратев
Фратьо Фратев Цочев е български актьор. 

## Биография
Роден е на 12 февруари 1876 г. в Сопот. Получава гимназиално образование в София. През 1893 г. започва театралната му дейност в трупата на Борис Пожаров „Зора“. От 1898 г. е ръководител на трупа „Васил Левски“ в Пловдив, след това в периода 1899-1903 г. ръководи трупа „Роза Попова“. В 1904-1907 г. е режисьор в трупа „Напредък“ и в Градския театър във Варна. Играе на сцената на Народния театър и във военния театър „Поморавия“. След края на Първата световна война отново се завръща в Народния театър, където през 1919 г. се чества неговата 30-годишна сценична дейност. 
Почива в София на 15 февруари 1920 г. 

## Роли
По-известни роли, които играе Фратьо Фратев са: 
- Иванко – „Иванко“ на Васил Друмев;
- Уховертов – „Ревизор“ на Гогол;
- Шварц – „Разбойници“ на Шилер;
- Хорацио – „Хамлет“ на Шекспир.